# Francisco Pignatelli
Francisco Pignatelli – hiszpański polityk i dyplomata żyjący w XVIII wieku. 
Francisco Pignatelli był marszałkiem polnym, gubernatorem i komendantem generalnym  Aragonii od marca 1738 do marca 1740 roku, gdy zastąpił go Lucas Fernando Patiño, markiz de Castelar, dzierżawca generalny. 
W listopadzie 1741 Pignatelli znów został komendantem Aragonii i pozostał nim do stycznia 1746 roku. 
W latach 1749–1751 ambasador Hiszpanii w Paryżu. W misji dyplomatycznej pomagał mu jako sekretarz ambasady i szpieg Luis Ferrari, który pozostał w stolicy Francji do 1759 roku. 